# Hradisko u Kružberka
Hradisko u Kružberka (také hrad Kružberk) je zaniklý nevelký strážní hrádek nedaleko obce Kružberk, na levém břehu řeky Moravice pod hrází přehrady Kružberk v Moravskoslezském kraji.
Pozůstatky hrádku tvoří vylámaný příkop a zbytek (snad hradební) zdi na západní straně. Kruhová kamenná stavba, která se na místě hrádku nachází, je z nové doby. O minulosti hrádku není známo téměř nic. Byl patrně dílem opavských knížat a patřil pak majitelům obce Kružberk, jejíž jméno mohlo být od hrádku odvozeno. Hrádek byl dost malý a nepřečkal konec 15. století. Na hradě se předpokládá obytná věžová stavba, věžová brána, parkán a zřejmě menší strážní věž.

## Horolezecká lokalita
Hrad stával na vysoké skále, která je v současnosti známou horolezeckou lokalitou. Zdejší skály jsou tvořeny převážně břidlicemi a drobami, konkrétně především břidličnatou drobou. Skála vzhledem ke své členitosti a vrstvení nabízí různé varianty výstupů, i když je místy značně lámavá. Tzv. kružberské cvičné skály se dělí na čtyři různé části, zvané Hlavní masív,  Žabí kůň, Rozlámaná a Horní stěnky. Nejvýznamnější je Hlavní masív, v jehož spodní části se nachází uměle vytvořená jeskyně. Vlevo od jeskyně je 25 m vysoká stěna, která nad jeskyní přechází v celkem 50 metrů vysoký skalní pilíř. Vpravo od pilíře se nachází menší skalní útvar Kostolík. Obtížnost lezeckých cest v kružberských skalách se pohybuje od stupně II do stupně VI.